# Johanne Jørgensen
Johanne Jørgensen (1870-?) var en kvindelig dansk cykelrytter. Hun debuterede i 1890 på Ordrupbanen, frem til 1892 konkurrerede hun mod mænd på banen, og i 1891 og 1892 kørte hun også mod det modsatte køn på landevejen og satte Danmarksrekord både i 6- og 12-timers løb. Rekorder som tidligere indehavdes af mænd vel at mærke, hvilket vakte international opmærksomhed.
Ud over hende var der kun ganske få kvindelige cykelryttere, bl.a. Susanne Lindberg.